# Иваново (Ковровский район)
Иваново (Иваново-Эсино) — село в Ковровском районе Владимирской области России, центр Ивановского сельского поселения.

## География
Село расположено в 4 км от федеральной трассы М7 «Волга» Москва — Нижний Новгород, в 29 км к югу от Коврова. В селе расположена станция Эсино железнодорожной линии Ковров — Муром; станция упоминается в рассказе Михаила Булгакова «Банщица Иван». С юга к селу примыкает военный городок Ковров-35.

## История
Впервые село Иваново упоминается в окладных книгах Патриаршего казённого приказа под 1628 годом как вотчина князя Фёдора Хилкова. Этот князь был представителем рода Хилковых, которые, в свою очередь, являлись отпрысками князей Стародубских. В вотчинных владениях князя Хилкова, помимо села Иваново, находились и другие близлежащие сёла и деревни (например, село Новое). Местные мужики срубили деревянную церковь во имя Рождества Пречистой Богородицы. В 1678 году в селе Иваново числилось 19 дворов крестьян и 13 бобыльских. Населения из них 117 мужского пола.
В 1833 году вместо бывшей деревянной церкви в селе на средства помещиков Нарышкиных и Киселёва устроен каменный храм. Престолов в нём было три: главный во имя Рождества Пресвятой Богородицы, в трапезной тёплой — во имя святого Николая Чудотворца и святых первоверховных апостолов Петра и Павла. На очень высокой колокольне находились шесть колоколов: один 102 пуда, другие по 64 и 18 пудов. Самый большой колокол купил и перевёз из Владимира церковный староста Иван Андреев. Этот колокол на половину своего веса содержал серебро. Поэтому звон его был очень мелодичен и раздавался окрест на десяток километров.
В 1879 году через село проложили железнодорожную ветку Ковров — Муром. Немного позже образовалась здесь станция под названием «Соколово». В 1895 году начальником станции был потомственный почётный гражданин Иван Добронравов. В 1910-х годах станция «Соколово» была переименована в «Эсино».
В 1882 году открыта церковно-приходская школа. Для неё в 1898 году около церкви на общественные средства было построено новое деревянное одноэтажное здание стоимостью 900 рублей. В школе помещалась всего одна классная комната и комната для учителя.
В начале XX века по другую сторону железной дороги появился посёлок Федотовка, названный в честь первого жителя. В посёлке находился лесопильный завод. В версте от села в лесу находилось миткалево-ткацкая фабрика Гусева. Станки на фабрике приводились в движение паровым двигателем. Вскоре возле фабрики вырос рабочий посёлок в несколько дворов.
В 1920—1930-х годах были закрыты лесопильный завод, фабрика, церковь.
В 1966 году Решением Владимирского облисполкома № 151 от 14.02.1966 село Иваново объединено с посёлком  Эсино Ивановского сельсовета.

### Административно-территориальная принадлежность
В конце XIX — начале XX века село входило в состав Смолинской волости Судогодского уезда, с 1926 года в составе Клюшниковской волости Ковровского уезда. 
С 1929 года село являлось центром Иваново-Эсинского сельсовета Ковровского района, с 1954 года — Ивановского сельсовета, с 2005 года — центр Ивановского сельского поселения.

## Население
| 1859 | 1905 | 1926 | 2002  | 2010  | 2021  |
| ---- | ---- | ---- | ----- | ----- | ----- |
| 354  | ↗448 | ↗942 | ↗1821 | ↘1808 | ↘1393 |

## Инфраструктура
В селе имеются Иваново-Эсинская средняя общеобразовательная школа (открыта в 1961 году), детский сад № 7 «Родничок», дом культуры, участковая поликлиника, отделение почтовой связи.

## Русская православная церковь
В селе расположена Богородице-Рождественская церковь (1833).
Церковь в селе Иваново существовала уже в начале XVII века. В патриарших окладных книгах под 1628 годом она отмечена так: «церковь Рождества Пречистые Богородицы в селе Иванове в вотчине князя Фёдора Хилкова». В 1672 году церковь эта из патриаршей области перечислена в Суздальскую епархию; в 1678 году в Иванове было 19 дворов крестьянских и 13 бобыльских, населения в них 117 душ мужского пола. Дальнейших сведений об Ивановской церкви не имеется до начала XIX столетия. В 1833 году вместо дотоле бывшей деревянной церкви в Иванове на средства помещиков Нарышкиных и Киселёва устроен каменный храм, который существует здесь и в настоящее время. Престолов в этом храме три: главный во имя Рождества Пресвятой Богородицы, в трапезе тёплой во имя святителя Николая Чудотворца и святых Первоверховных апостол Петра и Павла (устроен в 1868 году). Земли при церкви 33 десятин, которые значились в плане земли помещицы Киселёвой. Церковною плановой землёй владели крестьяне, а причт пользовался взамен этого крестьянской землёй. Приход состоял из села Иванова, деревни Есина (4 версты), хутора Мясникова (3 версты) и станции Соколово Муромской железной дороги; во всех этих поселениях по клировым ведомостям числилось 352 души мужского пола и 365 женского.
- Общий вид церкви
- Внутреннее убранство